# Bürgermeisterwahlen in Sachsen 2024
Bürgermeisterwahlen fanden 2024 in Sachsen in 26 von 419 sächsischen Städten und Gemeinden statt. Dabei wurden 13 Bürgermeister im Amt bestätigt und einer abgewählt.

Von der CDU gehalten
Von der CDU hinzugewonnen
Von der SPD hinzugewonnen
Von WV/EB gehalten
Von WV/EB hinzugewonnen

| ← 2023 | Wahljahr 2024 | 2025 → |

## Wahlstatistik
| Vorschlag | Anzahl |                    | Bürgermeister | Anzahl |
| CDU       | 7      | – wiedergewählt    | 13            |        |
| SPD       | 2      | – abgewählt        | 1             |        |
| WV, EB    | 17     | – nicht kandidiert | 12            |        |
| gesamt    | 26     |                    |               |        |

WV = Wählervereinigung
EB = Einzelbewerber
Amtierende (Ober-)Bürgermeister nach Ende des Wahljahres 2024:
| Vorschlag           | CDU | SPD | FDP | Linke | AfD | EB, EV | WV  | Gemeindeanzahl |
| ------------------- | --- | --- | --- | ----- | --- | ------ | --- | -------------- |
| Amtsträger          | 117 | 14  | 6   | 3     | 1   | 180    | 97  | 418            |
| Veränderung zu 2023 | – 2 | + 2 | – 1 | – 1   | ± 0 | + 4    | – 2 | ± 0            |

WV = Wählervereinigungen
EB = Einzelbewerber
EV = Einzelvorschläge

## Wahlergebnisse

### Landkreis Bautzen
Im Landkreis Bautzen fanden in vier Kommunen Wahlen statt. Diese sind im Folgenden aufgelistet. In keiner Kommune waren zwei Wahlgänge notwendig. Das entscheidende Wahlergebnis ist markiert.
- SPD: 1
- Einzelbewerber/Bürgerinitiativen: 3
- Amtsinhaber wiedergewählt: 2
- Amtsinhaber abgewählt: 1
- Amtsinhaber nicht angetreten: 1

Namen von Amtsinhabern sind fett markiert.
| Wahltermin   | Gemeinde               | Bewerber                      | Vorschlag        | Ergebnis (in %) | vorherige | nächste |
| ------------ | ---------------------- | ----------------------------- | ---------------- | --------------- | --------- | ------- |
| 10. März     | Spreetal Sprjewiny Doł | Marco Beer                    | Beer             | 78,3            | ← 2017    | keine   |
| 10. März     | Spreetal Sprjewiny Doł | Jens Domann                   | CDU              | 3,8             | ← 2017    | keine   |
| 10. März     | Spreetal Sprjewiny Doł | Anke Gesierich                | Gesierich        | 17,9            | ← 2017    | keine   |
| 1. September | Großnaundorf           | Christian Hans-Joachim Rammer | Rammer           | 89,3            | ← 2017    | keine   |
| 1. September | Großnaundorf           | Einzelvorschläge              | Einzelvorschläge | 10,7            | ← 2017    | keine   |
| 1. September | Frankenthal            | Janine Bansner                | CDU              | 27,5            | ← 2017    | keine   |
| 1. September | Frankenthal            | Armin Groh                    | SPD              | 72,5            | ← 2017    | keine   |
| 1. September | Rammenau               | Andreas Langhammer            | IfR              | 90,3            | ← 2017    | keine   |
| 1. September | Rammenau               | Einzelvorschläge              | Einzelvorschläge | 9,7             | ← 2017    | keine   |

### Erzgebirgskreis
Im Erzgebirgskreis fanden in fünf Kommunen Wahlen statt. Diese sind im Folgenden aufgelistet. Ein zweiter Wahlgang war nur in einer Kommune notwendig.
Gewählte Bewerber:
- CDU: 2
- Einzelbewerber/Bürgerinitiativen: 3
- Amtsinhaber wiedergewählt: 2
- Amtsinhaber abgewählt: 0
- Amtsinhaber nicht angetreten: 3

Namen von Amtsinhabern sind fett dargestellt.
| 1. Wahlgang | 1. Wahlgang       | 1. Wahlgang       | 1. Wahlgang                       | 1. Wahlgang     | 2. Wahlgang | 2. Wahlgang     | vorherige | nächste |
| Wahltermin  | Gemeinde          | Bewerber          | Vorschlag                         | Ergebnis (in %) | Wahltermin  | Ergebnis (in %) | vorherige | nächste |
| ----------- | ----------------- | ----------------- | --------------------------------- | --------------- | ----------- | --------------- | --------- | ------- |
| 4. Februar  | Geyer             | Andreas Fischer   | FWBF                              | 28,5            | 3. März     | 36,9            | ← 2018    | keine   |
| 4. Februar  | Geyer             | Dirk Trommer      | CDU                               | 43,0            | 3. März     | 50,4            | ← 2018    | keine   |
| 4. Februar  | Geyer             | Marcus Koschnicke | Koschnicke                        | 6,8             | 3. März     | n. k.           | ← 2018    | keine   |
| 4. Februar  | Geyer             | Mathias Wenzig    | Wenzig                            | 21,6            | 3. März     | 12,7            | ← 2018    | keine   |
| 3. März     | Drebach           | Swen Drechsler    | CDU                               | 56,0            |             |                 | ← 2017    | keine   |
| 3. März     | Drebach           | Otto Freund       | BiD                               | 44,0            |             |                 | ← 2017    | keine   |
| 14. April   | Gornsdorf         | Alexander Richter | DGV                               | 40,2            |             |                 | ← 2020    | keine   |
| 14. April   | Gornsdorf         | Michael Tägl      | Tägl                              | 59,8            |             |                 | ← 2020    | keine   |
| 9. Juni     | Niederwürschnitz  | Matthias Anton    | Anton                             | 92,3            |             |                 | ← 2017    | keine   |
| 9. Juni     | Niederwürschnitz  | Einzelvorschläge  | Einzelvorschläge                  | 7,7             |             |                 | ← 2017    | keine   |
| 3. November | Stollberg/Erzgeb. | Marcel Schmidt    | Freie Wählerunion e. V. Stollberg | 93,3            |             |                 | ← 2017    | keine   |
| 3. November | Stollberg/Erzgeb. | Einzelvorschläge  | Einzelvorschläge                  | 6,7             |             |                 | ← 2017    | keine   |

Beim zweiten Wahlgang am 3. März in Geyer waren alle 1.685 Stimmen gültig und keine einzige ungültig.

### Landkreis Görlitz
Im Landkreis Görlitz fanden in fünf Kommunen Wahlen statt. Diese sind im Folgenden aufgelistet. Ein zweiter Wahlgang war in zwei Kommunen notwendig. Das entscheidende Ergebnis ist markiert.
- Einzelbewerber/Bürgerinitiativen: 5
- Amtsinhaber wiedergewählt: 1
- Amtsinhaber abgewählt: 0
- Amtsinhaber nicht angetreten: 4

Namen von Amtsinhabern sind fett markiert.
| 1. Wahlgang  | 1. Wahlgang               | 1. Wahlgang               | 1. Wahlgang | 1. Wahlgang     | 2. Wahlgang   | 2. Wahlgang     | vorherige | nächste |
| Wahltermin   | Gemeinde                  | Bewerber                  | Vorschlag   | Ergebnis (in %) | Wahltermin    | Ergebnis (in %) | vorherige | nächste |
| ------------ | ------------------------- | ------------------------- | ----------- | --------------- | ------------- | --------------- | --------- | ------- |
| 1. September | Weißwasser/O.L. Běła Woda | David Kreiselmeier        | AfD         | 30,0            | 29. September | 19,9            | ← 2017    | keine   |
| 1. September | Weißwasser/O.L. Běła Woda | Swantje Schneider-Trunsch | KLARTEXT    | 35,3            | 29. September | 37,3            | ← 2017    | keine   |
| 1. September | Weißwasser/O.L. Běła Woda | Katja Dietrich            | Dietrich    | 34,7            | 29. September | 42,8            | ← 2017    | keine   |
| 1. September | Ebersbach-Neugersdorf     | Steffen Pfister           | CDU         | 15,7            | 22. September | n. k.           | ← 2018    | keine   |
| 1. September | Ebersbach-Neugersdorf     | Steffen Ain               | Ain         | 44,0            | 22. September | 81,0            | ← 2018    | keine   |
| 1. September | Ebersbach-Neugersdorf     | Mario Kumpf               | Kumpf       | 16,9            | 22. September | 19,0            | ← 2018    | keine   |
| 1. September | Ebersbach-Neugersdorf     | Ronald Lindecke           | Lindecke    | 17,5            | 22. September | n. k.           | ← 2018    | keine   |
| 1. September | Ebersbach-Neugersdorf     | Steffen Röthig            | Röthig      | 5,9             | 22. September | n. k.           | ← 2018    | keine   |
| 1. September | Leutersdorf               | Anja Rößler               | Rößler      | 13,6            |               |                 | ← 2022    | keine   |
| 1. September | Leutersdorf               | Thomas Scholze            | Scholze     | 10,6            |               |                 | ← 2022    | keine   |
| 1. September | Leutersdorf               | Bianka Smykalla           | Smykalla    | 75,8            |               |                 | ← 2022    | keine   |
| 27. Oktober  | Rietschen Rěčicy          | Ralf Brehmer              | Brehmer     | 65,9            |               |                 | ← 2017    | keine   |
| 27. Oktober  | Rietschen Rěčicy          | Torsten Lorenscheit       | WiR         | 34,1            |               |                 | ← 2017    | keine   |
| 10. November | Hainewalde                | Karsten Koroschetz        | Koroschetz  | 53,5            |               |                 | ← 2022    | keine   |
| 10. November | Hainewalde                | Andree Scholz             | Scholz      | 46,5            |               |                 | ← 2022    | keine   |

### Landkreis Meißen
Im Landkreis Meißen fanden in zwei Kommunen Wahlen statt. Diese sind im Folgenden aufgelistet. Ein zweiter Wahlgang war in keiner Kommune notwendig. Das entscheidende Ergebnis ist markiert.
- CDU: 1
- Einzelbewerber/Bürgerinitiativen: 1
- Amtsinhaber wiedergewählt: 2
- Amtsinhaber abgewählt: 0
- Amtsinhaber nicht angetreten: 0

Namen von Amtsinhabern sind fett markiert.
| Wahltermin   | Gemeinde    | Bewerber         | Vorschlag                          | Ergebnis (in %) | vorherige | nächste |
| ------------ | ----------- | ---------------- | ---------------------------------- | --------------- | --------- | ------- |
| 1. September | Ebersbach   | Falk Hentschel   | CDU                                | 56,8            | ← 2017    | keine   |
| 1. September | Ebersbach   | Erik Baumann     | Freie Wählergemeinschaft Ebersbach | 43,2            | ← 2017    | keine   |
| 3. November  | Priestewitz | Manuela Gajewi   | Gajewi                             | 98,8            | ← 2017    | keine   |
| 3. November  | Priestewitz | Einzelvorschläge | Einzelvorschläge                   | 1,2             | ← 2017    | keine   |

### Landkreis Mittelsachsen
Im Landkreis Mittelsachsen fand in einer Kommune eine Wahl statt. Diese ist im Folgenden aufgelistet. Ein zweiter Wahlgang war nicht notwendig. Das entscheidende Ergebnis ist markiert.
- Einzelbewerber/Bürgerinitiativen: 1[Anm. 4]
- Amtsinhaber wiedergewählt: 0
- Amtsinhaber abgewählt: 0
- Amtsinhaber nicht angetreten: 1

Namen vom Amtsinhabern sind fett dargestellt.
Die Wahl wurde wegen Formfehlern für ungültig erklärt. Die Neuwahl fand noch 2024 statt.
| Wahltermin   | Gemeinde    | Bewerber           | Vorschlag                     | Ergebnis (in %) | vorherige      | nächste        |
| ------------ | ----------- | ------------------ | ----------------------------- | --------------- | -------------- | -------------- |
| 3. März      | Großschirma | André Erler        | Unabhängige Bürgervereinigung | 22,3            | ← 2018         | 2024 (2) s. u. |
| 3. März      | Großschirma | Gunther Zschommler | CDU                           | 18,2            | ← 2018         | 2024 (2) s. u. |
| 3. März      | Großschirma | Rolf Weigand       | Dr. Weigand                   | 59,4            | ← 2018         | 2024 (2) s. u. |
| 1. September | Großschirma | Rolf Weigand       | Dr. Weigand                   | 82,1            | 2024 (1) s. o. | keine          |
| 1. September | Großschirma | Einzelvorschläge   | Einzelvorschläge              | 17,9            | 2024 (1) s. o. | keine          |

### Landkreis Nordsachsen
Im Landkreis Nordsachsen fanden in zwei Kommunen Wahlen statt. Diese sind im Folgenden aufgelistet. Ein zweiter Wahlgang war in einer Kommune notwendig. Das entscheidende Ergebnis ist markiert.
- SPD: 1
- CDU: 1
- Amtsinhaber wiedergewählt: 1
- Amtsinhaber abgewählt: 0
- Amtsinhaber nicht angetreten: 1

Namen von Amtsinhabern sind fett markiert.
| 1. Wahlgang | 1. Wahlgang | 1. Wahlgang      | 1. Wahlgang | 1. Wahlgang     | 2. Wahlgang | 2. Wahlgang     | vorherige | nächste |
| Wahltermin  | Gemeinde    | Bewerber         | Vorschlag   | Ergebnis (in %) | Wahltermin  | Ergebnis (in %) | vorherige | nächste |
| ----------- | ----------- | ---------------- | ----------- | --------------- | ----------- | --------------- | --------- | ------- |
| 10. März    | Doberschütz | Holger Schmidt   | SPD         | 42,5            | 24. März    | 45,9            | ← 2017    | 2025 →  |
| 10. März    | Doberschütz | Falko Linke      | FS!         | 34,3            | 24. März    | 32,8            | ← 2017    | 2025 →  |
| 10. März    | Doberschütz | Gabriele Schulze | Schulze     | 23,2            | 24. März    | 21,3            | ← 2017    | 2025 →  |
| 9. Juni     | Schkeuditz  | Rayk Bergner     | CDU         | 77,0            |             |                 | ← 2017    | keine   |
| 9. Juni     | Schkeuditz  | Ute Meißner      | SPD         | 23,0            |             |                 | ← 2017    | keine   |

### Landkreis Sächsische Schweiz-Osterzgebirge
Im Landkreis Sächsische Schweiz-Osterzgebirge fand in einer Kommune eine Wahl statt. Diese ist im Folgenden aufgelistet. Ein zweiter Wahlgang war nicht notwendig. Das entscheidende Ergebnis ist markiert.
Gewählte Bewerber:
- CDU: 1
- Einzelbewerber/Bürgerinitiativen: 0
- Amtsinhaber wiedergewählt: 1
- Amtsinhaber abgewählt: 0
- Amtsinhaber nicht angetreten: 0

Namen von Amtsinhabern sind fett dargestellt.
| Wahltermin | Gemeinde  | Bewerber         | Vorschlag        | Ergebnis (in %) | vorherige | nächste |
| ---------- | --------- | ---------------- | ---------------- | --------------- | --------- | ------- |
| 3. März    | Wilsdruff | Ralf Rother      | CDU              | 94,9            | ← 2017    | keine   |
| 3. März    | Wilsdruff | Einzelvorschläge | Einzelvorschläge | 5,1             | ← 2017    | keine   |

### Vogtlandkreis
Im Vogtlandkreis fand in einer Kommune eine Wahl statt. Diese ist im Folgenden aufgelistet. Ein zweiter Wahlgang war nicht notwendig. Das entscheidende Wahlergebnis ist markiert.
Gewählte Bewerber:
- Einzelbewerber/Bürgerinitiativen: 1
- Amtsinhaber wiedergewählt: 0
- Amtsinhaber abgewählt: 0
- Amtsinhaber nicht angetreten: 1

Namen von Amtsinhabern sind fett dargestellt.
| Wahltermin | Gemeinde     | Bewerber           | Vorschlag | Ergebnis (in %) | vorherige | nächste |
| ---------- | ------------ | ------------------ | --------- | --------------- | --------- | ------- |
| 4. Februar | Muldenhammer | Philip Sandner     | CDU       | 43,2            | ← 2017    | keine   |
| 4. Februar | Muldenhammer | Wolfgang Schädlich | Schädlich | 56,8            | ← 2017    | keine   |

### Landkreis Zwickau
Im Landkreis Zwickau fanden 2024 in fünf Kommunen Wahlen statt. In einer Kommune war ein zweiter Wahlgang notwendig. Das entscheidende Wahlergebnis ist markiert.
Gewählte Bewerber:
- CDU: 2
- Einzelbewerber/Bürgerinitiativen: 3
- Amtsinhaber wiedergewählt: 4
- Amtsinhaber abgewählt: 0
- Amtsinhaber nicht angetreten: 1

Namen von Amtsinhabern sind fett dargestellt.
| 1. Wahlgang   | 1. Wahlgang       | 1. Wahlgang        | 1. Wahlgang                           | 1. Wahlgang     | 2. Wahlgang   | 2. Wahlgang     | vorherige | nächste |
| Wahltermin    | Gemeinde          | Bewerber           | Vorschlag                             | Ergebnis (in %) | Wahltermin    | Ergebnis (in %) | vorherige | nächste |
| ------------- | ----------------- | ------------------ | ------------------------------------- | --------------- | ------------- | --------------- | --------- | ------- |
| 4. Februar    | Lichtentanne      | Tino Obst          | Obst                                  | 64,9            |               |                 | ← 2017    | keine   |
| 4. Februar    | Lichtentanne      | Dr. Frank Hertwig  | Dr. Hertwig                           | 35,1            |               |                 | ← 2017    | keine   |
| 12. Mai       | Crimmitschau      | André Raphael      | CDU                                   | 87,8            |               |                 | ← 2017    | keine   |
| 12. Mai       | Crimmitschau      | Einzelvorschläge   | Einzelvorschläge                      | 12,2            |               |                 | ← 2017    | keine   |
| 18. August    | Neukirchen/Pleiße | Ines Liebald       | CDU                                   | 98,4            |               |                 | ← 2017    | keine   |
| 18. August    | Neukirchen/Pleiße | Einzelvorschläge   | Einzelvorschläge                      | 1,6             |               |                 | ← 2017    | keine   |
| 1. September  | Langenweißbach    | Veit Zeuner        | CDU                                   | 29,4            | 22. September | 28,5            | ← 2017    | keine   |
| 1. September  | Langenweißbach    | Denis Grellmann    | UWG                                   | 29,1            | 22. September | 34,7            | ← 2017    | keine   |
| 1. September  | Langenweißbach    | Michael Jakob      | Jakob                                 | 27,9            | 22. September | 31,1            | ← 2017    | keine   |
| 1. September  | Langenweißbach    | Fabian Wappler     | Wappler                               | 13,6            | 22. September | 5,7             | ← 2017    | keine   |
| 29. September | Gersdorf          | Erik Seidel        | Seidel                                | 52,7            |               |                 | ← 2017    | keine   |
| 29. September | Gersdorf          | Steffen Kretschmar | Kommunale Wählergemeinschaft Gersdorf | 29,0            |               |                 | ← 2017    | keine   |
| 29. September | Gersdorf          | Marko Pfeiffer     | Pfeiffer                              | 18,3            |               |                 | ← 2017    | keine   |

Bei der Wahl in Crimmitschau war die Wahlbeteiligung mit 27,7 % ausgesprochen niedrig.

## Belege
1. ↑  Statistisches Landesamt des Freistaates Sachsen: Wahlstatistik Bürgermeister/-innen 2024 - Wahlen - Wahlen - sachsen.de. Abgerufen am 7. Januar 2025.
2. ↑  Referat Kommunikation und Öffentlichkeitsarbeit: Wahlergebnisse 2024 – Wahlen – sachsen.de. Abgerufen am 4. März 2024.
3. ↑  Referat Kommunikation und Öffentlichkeitsarbeit: Wahlergebnisse 2024 – Wahlen – sachsen.de. Abgerufen am 4. März 2024.
4. ↑  Referat Kommunikation und Öffentlichkeitsarbeit: Wahlergebnisse 2024 – Wahlen – sachsen.de. Abgerufen am 4. März 2024.
5. ↑  Referat Kommunikation und Öffentlichkeitsarbeit: Wahlergebnisse 2024 – Wahlen – sachsen.de. Abgerufen am 4. März 2024.
6. ↑  Referat Kommunikation und Öffentlichkeitsarbeit: Wahlergebnisse 2024 – Wahlen – sachsen.de. Abgerufen am 4. März 2024.
7. ↑  Referat Kommunikation und Öffentlichkeitsarbeit: Wahlergebnisse 2024 – Wahlen – sachsen.de. Abgerufen am 4. März 2024.
8. ↑  Gemeinde Doberschütz: Öffentliche Bekanntmachung des Wahlergebnisses der Bürgermeisterwahl am 10.03.2024 in der Gemeinde Doberschüzu. 10. März 2024, abgerufen am 10. März 2024.
9. ↑  Referat Kommunikation und Öffentlichkeitsarbeit: Wahlergebnisse 2024 – Wahlen – sachsen.de. Abgerufen am 4. März 2024.
10. ↑  Referat Kommunikation und Öffentlichkeitsarbeit: Wahlergebnisse 2024 – Wahlen – sachsen.de. Abgerufen am 4. März 2024.
11. ↑  Referat Kommunikation und Öffentlichkeitsarbeit: Wahlergebnisse 2024 – Wahlen – sachsen.de. Abgerufen am 4. März 2024.